# ناقوس جدایی (تور)
تور ناقوس جدایی (به انگلیسی: The Division Bell Tour) یک تور/کنسرت از گروه موسیقی پراگرسیو راک پینک فلوید بود که در سال ۱۹۹۴ و به منظور حمایت از آخرین آلبومشان «ناقوس جدایی» برگزار شد. به دنبال این تور گروه یک آلبوم زنده در سال ۱۹۹۵ با نام تکانه منتشر کرد و به فعالیت خود پایان داد و از آن پس اعضای گروه به فعالیت خود به صورت تکی ادامه دادند.
در این تور گروه علاوه بر اجرای آهنگ‌های آلبوم جدید خود به اجرای کامل آلبوم «نیمهٔ تاریک ماه» نیز پرداخت.

## آهنگ‌ها
1. یک نمونه لیست در نظر گرفته شده برای این تور به شرح زیر است:

قسمت اول
1. «خداوند اخترشناسی» (برخی مواقع در شروع لیست دوم قرار داشت)
2. «آموختن پرواز»
3. «از من چه می‌خواهی»
4. «هنگام روی برگرداندن»
5. «پسش بگیر»
6. از آهنگ‌های زیر به صورت چرخشی وگاه‌به‌گاه از آلبوم ناقوس جدایی:
(«روزی بزرگ برای آزادی» [۳۰بار]، «قطب‌های جدا» [۲۹بار]، «بازگشت به زندگی» [۲۸بار]، و «گم‌شده برای واژه‌ها» [۵بار]
7. «اندوه»
8. «حرفتو ادامه بده»
9. «یه روز از این روزها»

قسمت دوم
1. «بدرخش ای الماس مجنون»، در اجراهای اروپا گاهی اوقات در شروع لیست اول قرار داشت.
2. «نفس بکش»
3. «زمان»
4. «امیدهای زیاد»
5. «کنسرتی بزرگ در آسمان»
6. «کاش این‌جا بودی»
7. «ما و آن‌ها»
8. «پول»
9. «آجری دیگر در دیوار بخش دوم»
10. «بی‌حس و راحت»

اگر فرصت بود:
1. «آهای تو»
2. «بدو بزن به چاک»

## اعضای گروه
- نیک میسن - درامز و سازهای کوبه‌ای
- دیوید گیلمور - گیتار و خواننده
- ریچارد رایت - کیبوردز، خواننده